# 南京大学政府管理学院
南京大學政府管理學院是南京大学的专业管理学院之一。

## 概况
南京大学政府管理学院是南京大学的社会科学学院之一，也是以南京大学政治学系、行政管理学系和社会保障系为主要学科依托的管理学院。
1997年，南京大学成立社会工程与管理学院，由政治与行政管理学系、社会学系、信息管理系、教育系构成。2001年成立公共管理学院；2009年改为政府管理学院，包括政治学系、行政管理学系和社会保障系。
南京大学自1999年起开展公共管理专业硕士(Master of Public Administration)教育。
南京大学政府管理学院设南京大学MPA教育中心，从事公共管理硕士（MPA）专业教育。

## 链接
- 南京大学政府管理学院 （页面存档备份，存于）